# Jorge Lemann
Jorge Paulo Lemann (ur. 26 sierpnia 1939 w Rio de Janeiro) – brazylijski przedsiębiorca, właściciel firmy browarniczej InBev, tenisista.

## Życiorys
Jorge Paulo Lemann urodził się 26 sierpnia 1939 roku w Rio de Janeiro. Początkowo przez 20 lat był bankierem inwestycyjnym. W latach 1960. ukończył studia na Uniwersytecie Harvarda. Do branży browarniczej wszedł w 1989 roku, gdy ze wspólnikami z banku (Marcelem Tellesem i Carlosem Sicupirą) za 50 mln dolarów przejął brazylijskie browary Brahma i w ciągu trzech lat zwiększył ich wartość trzynastokrotnie. Inwestycje w branży browarniczej wybrał świadomie, zauważając, że najbogatsi ludzie Ameryki Południowej zajmują się tą właśnie dziedziną. Stworzył także własny bank inwestycyjny, znany był z najbardziej agresywnych przejęć w Ameryce Południowej i nazywany latynoskim Goldman Sachs. W 2004 roku przejął belgijski koncern piwowarski Anheuser-Busch, tworząc koncern ABInBev. Ponadto jest właścicielem koncernów Heinz i Burger King. Jednym z jego najbliższych wspólników biznesowych jest Warren Buffett.

### Życie prywatne
Żonaty, ma troje dzieci. Jest znany z tego, że chroni swą prywatność i unika mediów. Od 1999 roku mieszka z rodziną w Szwajcarii.
W młodości grał w tenisa, zdobywając kilkukrotnie tytuł mistrza Brazylii i występując w turnieju Wimbledon.